# Білоруси в Аргентині

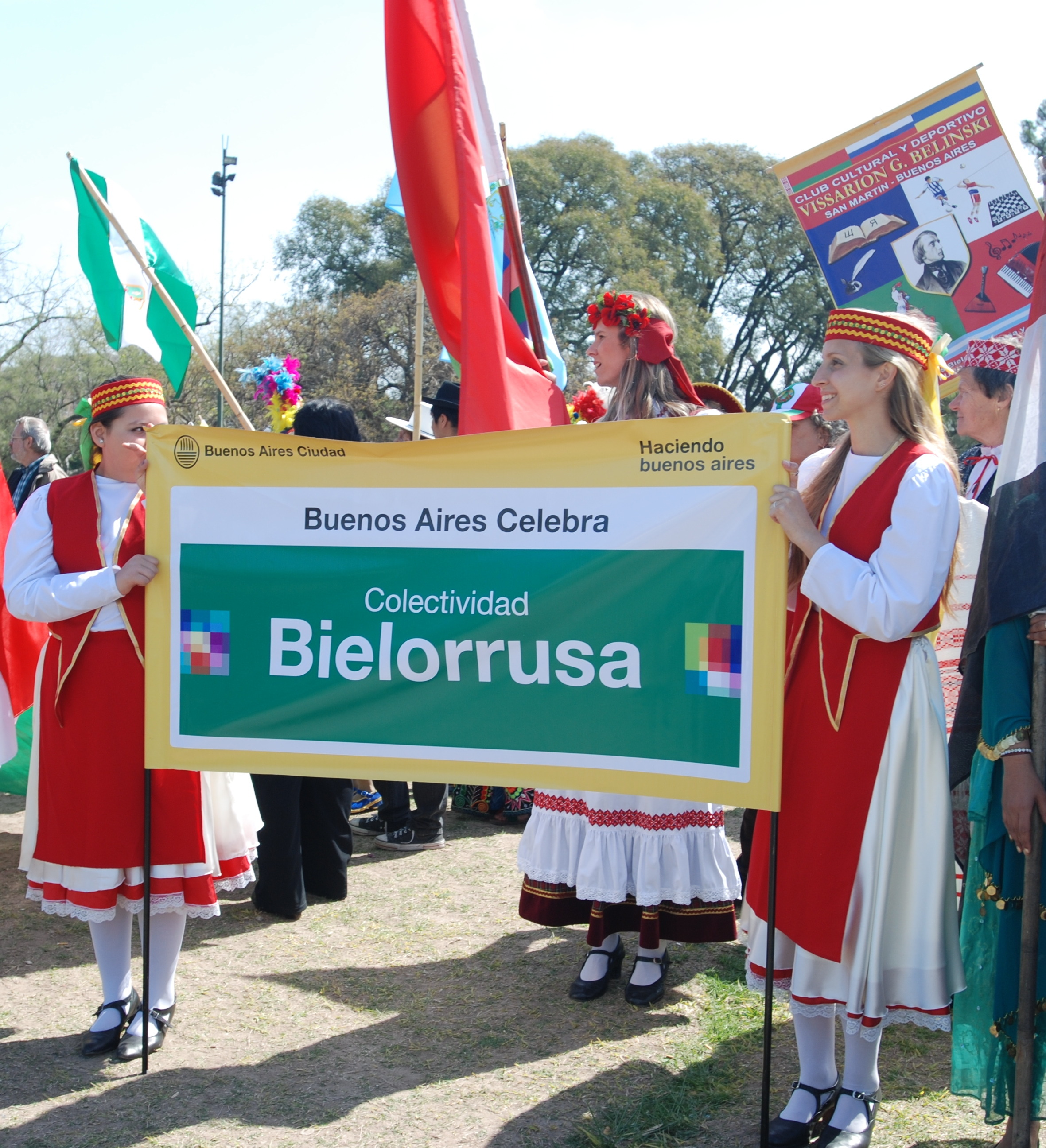
Білоруси в Аргентині

Білоруси в Аргентині (біл. беларусы ў Аргенціне, ісп. bielorrusos en Argentina) — частина білоруської діаспори, складається з білорусів, що емігрували до Аргентини та їхніх нащадків. Спільнота сформувалося в XX столітті, зараз налічує 7000 осіб і близько 50 000 нащадків. В Аргентині найбільше білоруське товариство в Латинській Америці.

## До Першої світової війни
Еміграція з Білорусі в Аргентину до Першої світової війни залишається здебільшого не вивченою і не задокументованою. Статистичний імміграційний облік в Аргентині проводиться тільки з 1857 року. Від цього року і до 1915 з Російської імперії в Аргентину виїхали 161422 осіб. Однак, ця статистика не фіксувала етнічну приналежність і віросповідання іммігрантів, а тільки країни, звідки вони виїхали.
Є припущення, що перші іммігранти з Білорусі потрапили в Аргентину після 1812 року — це були солдати Литовського легіону генералів Книшевича і Ринкевича, які воювали на боці Наполеона і після війни в значній своїй частині емігрували до Франції, звідки потім невідома кількість потрапила в Аргентину.
Наводиться цифра в 5621 емігрантів з Мінщини, які прибули в Аргентину в 1907 році, але точні першоджерела цієї інформації невідомі. На думку аргентинського завідувача статистики, за 20 років до 1910 в республіці залишилося 85 тисяч вихідців з Російської імперії. Втім, статистика не містить інформації про етнічну приналежність емігрантів, відоме, що більшість з них становили євреї.

## Міжвоєнний період

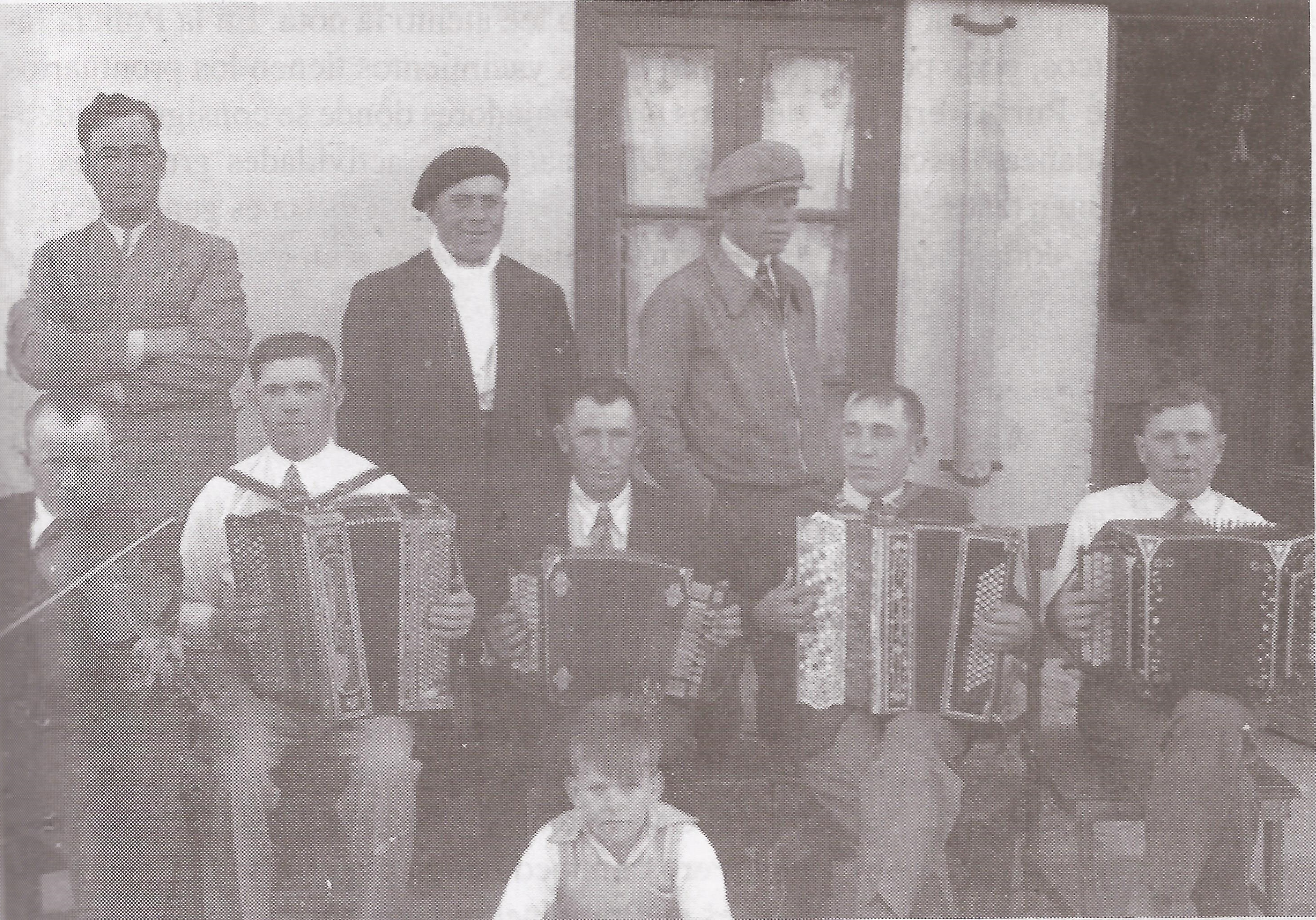
Музичний ансамбль з робітників-білорусів, Аргентина, 1930-ті роки

В  міжвоєнний період еміграція йшла тільки із  Західної Білорусі, оскільки з  Східної (радянської) виїзд був неможливий. Еміграція складалася переважно з самотніх чоловіків-селян, які їхали на заробітки, хоча були і солдати, що воювали разом зі Станіславом Булак-Балаховичом. Кількість білорусів-емігрантів в цей період налічує близько 30 000 осіб.
Оскільки польське консульство не цікавилось проблемами білорусів, емігранти самостійно почали об'єднуватися в товариства. У 1934 році було утворено «Білоруське культурно-просвітницьке товариство», в 1937 році — «Білоруське товариство „Культура“» і «Білоруська бібліотека імені  Івана Луцькевича», а в 1938 — «Білоруське культурне Товариство» "Біловежа" (після війни «Якуб Колас»). У 1939 році всі товариства організовують «Федерацію білоруських товариств в Аргентині» до якої пізніше приєдналося ще два нових об'єднання. При бібліотеці був організований театральний гурток, який ставив спектаклі на місцевих сценах і в сусідньому Уругваї.
Коли в 1939 році Німеччина напала на Польщу 1140 колишніх польських громадян (поляки, українці, білоруси і євреї) вирушили добровольцями в польську армію.

## Після Другої світової війни
У 1945 році відкривається радянське посольство в Уругваї, а в 1946 — в Аргентині. Радянські дипломати закликали здавати старі польські паспорти колишнім громадянам  Західної України і Західної Білорусі, а натомість видають радянські документи, за якими обіцяють забрати в майбутньому цих людей додому. Багато емігрантів велися на цю радянську агітацію. Справа в тому, що ці люди їхали з  «панської» Польщі і ніколи не жили при радянській владі, тому уявлення про Радянський Союз у них були ідеалізовані. До того ж була ейфорія пов'язано із закінченням  війни і перемоги в ній Радянського Союзу. Більш того, часто старі емігранта відчували ворожість до нових біженцям з післявоєнного СРСР.
До 1950 року білоруське співтовариство в Аргентині досягла свого піка, тут проживало понад 30 000 білорусів.

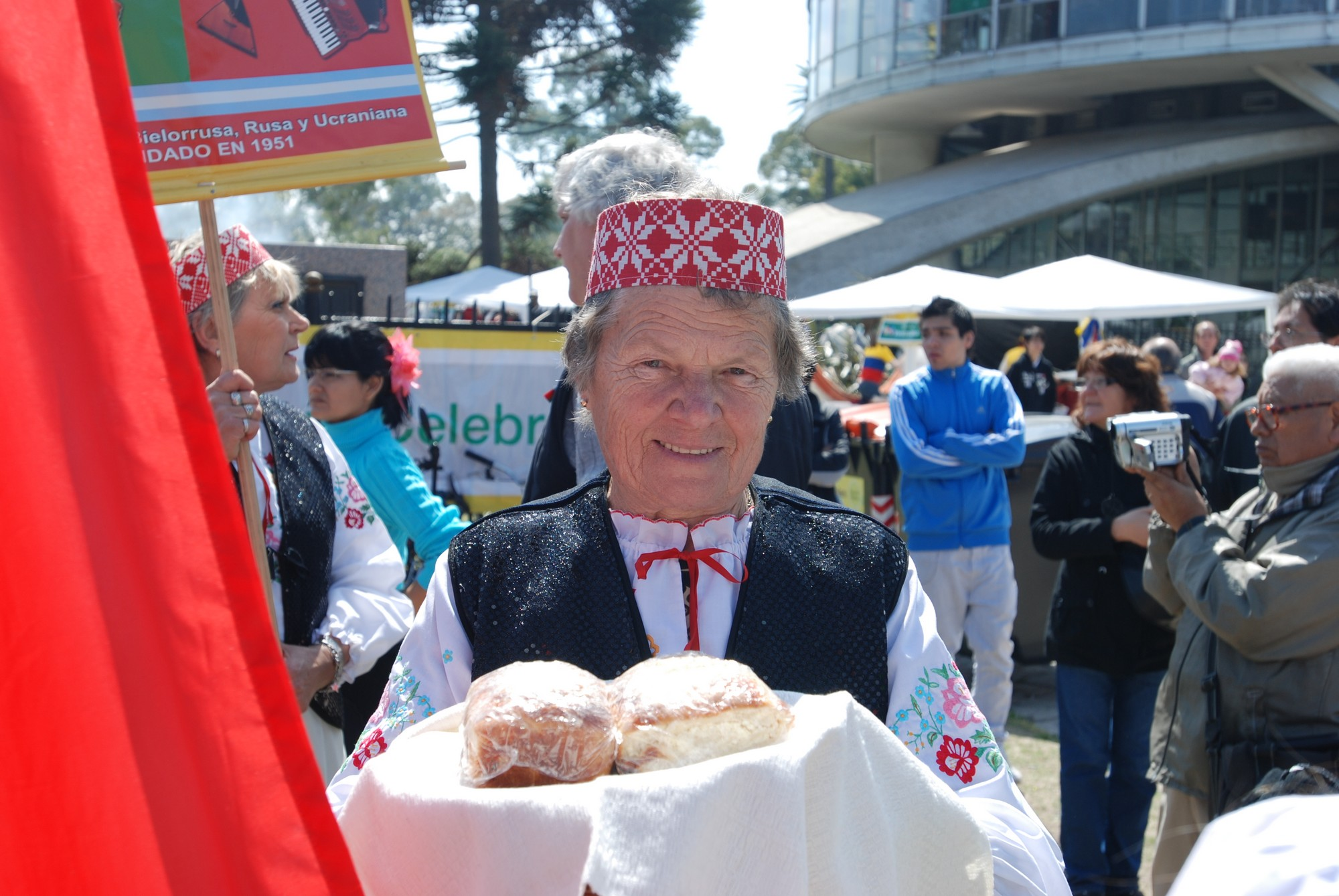
День іммігранта в 2010 році

У 1949 році активізував свою діяльність створений в 1941 році «Слов'янський союз в Аргентині» —  прокомуністична слов'янська організація, створена і підтримувана Радянським Союзом. Члени «Союзу» проводили свої демонстрації, влаштовували провокації і просто нападали на учасників інших слов'янських національних організацій. 14 членів «Союзу» згодом були депортовані аргентинською владою на батьківщину. Тим часом під впливом пропаганди радянського посольства білоруські товариства починають переходити на комуністичний позиції. Проте при президенті  Хуані Перон починаються гоніння на комуністів, тому всі співчуваючі їм товариства та організації забороняються.
Пізніше починають з'являтися вже радянські інтернаціональні товариства, які об'єднують тепер всі радянські народи і просто людей, що симпатизують радянському ладу. Такі організації часто називали себе «культурно-спортивними клубами». Але оскільки до 1983 року в Аргентині з перервами правили  військові хунти, діяльність таких організацій періодично припинялася.
У 1955 році в СРСР був прийнятий «Закон про амністію» за яким громадянам міжвоєнної Польщі дозволялося повернутися в Радянський Союз. Близько 2000 білорусів скористалися цією можливістю, близько 200 з них в 1960-х роках повернулися назад в Аргентину.

## Сучасність
У 2010 році в місті Лавайоль відкрився Центр білоруської культури імені Кастуся Калиновського. У Центрі проводиться навчання за наступними напрямками: білоруська мова, уроки музики і народного співу, різьблення по дереву, живопис, білоруська вишивка, історія та культура Білорусі. У вересні 2012 року в м. Лавайоль на базі клубу слов'янської діаспори «Дніпро» і Центру білоруської культури імені Кастуся Калиновського відбулося святкування ювілейних дат видатних білоруських поетів: Янки Купали, Якуба Коласа, Максима Танка.